# Apicia fundaria
Apicia fundaria är en fjärilsart som beskrevs av Achille Guenée 1858. Apicia fundaria ingår i släktet Apicia och familjen mätare. Inga underarter finns listade i Catalogue of Life.